# Der Prinzenraub
Der Prinzenraub ist ein knapp einstündiger deutscher Stummfilm aus dem Jahre 1914 von Stellan Rye mit Hugo Flink in einer Doppelrolle. 

## Handlung
Der genaue Handlungsablauf ist nicht vollständig überliefert. Die Geschichte spielt in einer nicht näher benannten Phantasiemonarchie, vermutlich auf Istrien. Dort plant der Herrscher Fürst Otto seine Eheschließung. Hochadelige Kreise in seinem Umfeld, angeführt von dem schurkischen Herzog von Arco, haben etwas dagegen und planen eine Palastrevolution. Der Prinz wird von Arco und seinen Helfershelfern entführt, eingekerkert und final in einem Auto verschleppt. Um die Hochzeit nicht platzen und den Prinzenraub publik werden zu lassen, sucht und findet Fürst Ottos Adjutant einen Mann, der dem Verschleppten bis aufs Haar gleicht. Bald wird der Doppelgänger nicht mehr gebraucht, denn es gelingt, den Prinz zu befreien. Dabei wird Fürst Ottos Double schwer verwundet und kommt schließlich ums Leben, sodass nun niemand mehr etwas von der Scharade des Adjutanten weiß und die fürstliche Eheschließung endlich über die Bühne gehen kann.

## Produktionsnotizen
Der Prinzenraub entstand in den Bioscop-Ateliers in Neubabelsberg, passierte die Filmzensur im Juni 1914 und wurde kurz danach uraufgeführt. In Österreich-Ungarn feierte der Film am 3. Februar 1915 seine Wiener Premiere.
Die Länge des mit Jugendverbot belegten Dreiakters betrug 987 Meter. 
Robert A. Dietrich schuf die Filmbauten, die wie die Kostüme eine für diese Zeit ungewöhnliche Prachtentfaltung aufwiesen.

## Kritiken
Die kinematographische Rundschau schrieb: “In dem Film liegt die natürliche Romantik, die sich um die Person schlingt, die das Leben mit der Fürstenkrone auszeichnet. (…) In dem Bilde macht sich der Trick angenehm bemerkbar, mit dem es gelingt, eine Person gleichzeitig zwei Rollen in einer Szene als Spiel und Gegenspiel darstellen zulassen”.
Die Villacher Zeitung befand: „Eine sehr spannende Handlung paart sich hier mit lebenswahrer, von künstlerischer Auffassung zeigender Darstellung durch erstklassige Kinoschauspieler, wodurch natürlich die Aufmerksamkeit der Besucher vom Anfang bis zum Ende gefesselt erscheint.“